# Воронін Григорій Володимирович
Григо́рій Володи́мирович Воро́нін — український військовослужбовець, кавалер ордена «За мужність» III ступеня

## Життєпис
33 роки. У 2007 році вступив до Київського національного університету імені Тараса Шевченка. У 2011 році отримав диплом бакалавра за напрямом підготовки «Прикладна фізика».
Випускник радіофізичного факультету КНУ 2013 року, отримав диплом магістра з відзнакою. Був обдарованим автоелектриком.
Він бачив, як під час Помаранчевої революції самовіддано займалися волонтерством батьки, у Революцію Гідності й сам чергував вночі на Майдані, а вдень їхав на роботу.
Працював у компанії обслуговування електропоїздів Hyundai Rotem
З початком війни почав волонтерити. Станом на березень 2022 займався обслуговуванням евакуаційних електропоїздів.
У серпні 2022 долучився до лав ЗСУ. Солдат, лінійний наглядач взводу зв'язку 1 механізованого батальйону, 47ОМБр «Маґура».
Спроєктував лабораторію на колесах, аби надавати інженерну допомогу побратимам одразу за місцем вимоги, неподалік від лінії фронту, та майже встиг її збудувати. Великий відсоток витрат на інструменти, необхідні для цього, покривав власним коштом.

## Загибель
Загинув воїн 10 грудня 2023 року поблизу населеного пункту Очеретине Донецької області від прильоту КАБа під час виконання бойового завдання.
Залишилися дружина та двоє маленьких дітей.

## Нагороди
- Нагрудний знак «За зразкову службу» (наказ Міністра оборони України від 04.08.2023 року, № 988)
- Медаль «За службу Україні» (Громадська організація «Всеукраїнське об'єднання громадян „КРАЇНА“», Наказ № 3429 від 22.08.2023 року)
- Орден «За мужність» ІІІ ступеня (посмертно, Указ Президента України від 12 лютого 2024 року, № 76/2024)[1]